# 1995 TS
1995 TS är en asteroid i huvudbältet som upptäcktes den 2 oktober 1995 av den japanska astronomen Takao Kobayashi vid Ōizumi-observatoriet.
Asteroiden har en diameter på ungefär 6 kilometer.